# 天明公主
天明公主（?—?）金氏，新羅第26代君主真平王的女儿，第29代君主武烈王的母亲。
天明公主是真平王和摩耶夫人的女儿，《花郎世记》说天明公主是真平王的长女，《三国史记》明确记载善德女王是真平王的长女。天明公主嫁给真平王叔叔真智王的儿子金龙春。生下儿子金春秋。真德女王八年（唐高宗永徽五年，654年），真德女王去世，没有后代。金春秋即位，为武烈王。当年四月，追尊金龙春爲文興大王，母亲爲文貞太后。

## 家族
- 父亲：真平王
- 母亲：摩耶夫人
  - 姐妹：善德女王
  - 姐妹：善花公主，《三国遗事》记载
  - 姐妹：天花公主，《花郎世记》记载
- 公公：真智王
- 婆母：知道夫人
  - 丈夫：金龍春
    - 儿子：太宗武烈王金春秋

## 影视作品
- 《薯童谣》（SBS，2005年-2006年，李景华）
- 《善德女王》（MBC，2009年，朴艺珍、申世景、金裕貞）
- 《大王之梦》（KBS，2012年-2013年，赵庆淑）